# Куазія
Куазія́ (фр. Coisia) — колишній муніципалітет у Франції, у регіоні Бургундія-Франш-Конте, департамент Жура. Населення — 168 осіб (2011).
Муніципалітет був розташований на відстані близько 380 км на південний схід від Парижа, 110 км на південь від Безансона, 45 км на південь від Лонс-ле-Соньє.

## Історія
У 1956-2015 роках муніципалітет перебував у складі регіону Франш-Конте. Від 1 січня 2016 року належав до нового об'єднаного регіону Бургундія-Франш-Конте.
1 січня 2017 року Куазія і Туаретт було об'єднано в новий муніципалітет Туаретт-Куазія.

## Демографія
Динаміка населення (Insee ):
Розподіл населення за віком та статтю (2006):
| Стать | Всього | До 15 років | 15-24 | 25-44 | 45-64 | 65-85 | Понад 85 |
| --- | ------ | ----------- | ----- | ----- | ----- | ----- | -------- |
| Чоловіки | 64     | 20          | 0     | 16    | 16    | 12    | 0        |
| Жінки | 56     | 8           | 4     | 20    | 12    | 12    | 0        |
| \| Статево-вікова піраміда \| Статево-вікова піраміда \| Статево-вікова піраміда \| \| ----------------------- \| ----------------------- \| ----------------------- \| \| Чоловіки \| Вік \| Жінки \| \| 0 \| 85 + \| 0 \| \| 0 \| 80-84 \| 4 \| \| 4 \| 75-79 \| 0 \| \| 0 \| 70-74 \| 4 \| \| 8 \| 65-69 \| 4 \| \| 0 \| 60-64 \| 0 \| \| 0 \| 55-59 \| 0 \| \| 16 \| 50-54 \| 4 \| \| 0 \| 45-49 \| 8 \| \| 4 \| 40-44 \| 4 \| \| 4 \| 35-39 \| 8 \| \| 8 \| 30-34 \| 4 \| \| 0 \| 25-29 \| 4 \| \| 0 \| 20-24 \| 4 \| \| 0 \| 15-20 \| 0 \| \| 8 \| 10-14 \| 8 \| \| 8 \| 5-9 \| 0 \| \| 4 \| 0-4 \| 0 \| |        |             |       |       |       |       |          |
| Статево-вікова піраміда |        |             |       |       |       |       |          |
| Чоловіки | Вік    | Жінки       |       |       |       |       |          |
| 0 | 85 +   | 0           |       |       |       |       |          |
| 0 | 80-84  | 4           |       |       |       |       |          |
| 4 | 75-79  | 0           |       |       |       |       |          |
| 0 | 70-74  | 4           |       |       |       |       |          |
| 8 | 65-69  | 4           |       |       |       |       |          |
| 0 | 60-64  | 0           |       |       |       |       |          |
| 0 | 55-59  | 0           |       |       |       |       |          |
| 16 | 50-54  | 4           |       |       |       |       |          |
| 0 | 45-49  | 8           |       |       |       |       |          |
| 4 | 40-44  | 4           |       |       |       |       |          |
| 4 | 35-39  | 8           |       |       |       |       |          |
| 8 | 30-34  | 4           |       |       |       |       |          |
| 0 | 25-29  | 4           |       |       |       |       |          |
| 0 | 20-24  | 4           |       |       |       |       |          |
| 0 | 15-20  | 0           |       |       |       |       |          |
| 8 | 10-14  | 8           |       |       |       |       |          |
| 8 | 5-9    | 0           |       |       |       |       |          |
| 4 | 0-4    | 0           |       |       |       |       |          |

## Економіка
2010 року серед 125 осіб працездатного віку (15—64 років) 70 були активними, 55 — неактивними (показник активності 56,0%, у 1999 році було 75,0%). З 70 активних мешканців працювали 64 особи (36 чоловіків та 28 жінок), безробітними було 6 (4 чоловіки та 2 жінки). Серед 55 неактивних 4 особи були учнями чи студентами, 9 — пенсіонерами, 42 були неактивними з інших причин.

У 2010 році в муніципалітеті числилось 66 оподаткованих домогосподарств, у яких проживали 168,5 особи, медіана доходів виносила 19 392 євро на одного особоспоживача